# Замок Окаяма
Замок Окаяма (яп. 岡山城, латиніз.: Okayama-jō) - японський замок в місті Окаяма в префектурі Окаяма, Японія. Головна вежа була збудована 1597 року і знищена в 1945 році. Була реплікована в бетоні 1966 року. Дві зі сторожових веж пережили бомбардування 1945 року і тепер внесені до списку Національним Агентство з питань культури як важливі культурні цінності. 
На відміну від білого «замку чаплі» сусіднього Хімеджі, замок Окаяма має чорний фасад, за що отримав прізвисько «Замок Ворона (яп. 烏城, U-jō)»  або «Замок чорного птаха». (Чорний замок Мацумото в Нагано також відомий як «Воронячий замок», але японською він karasu-jō).
Сьогодні лише деякі частини даху замку Окаяма (зокрема горгульї у формі риби) позолочені, але до битви при Секігахарі головна фортеця також мала позолочену черепицю на даху, через що замок отримав прізвисько Замок Золотого Ворона (яп. 金烏城, Kin U-jō).

## Історія
У 1570 році Укіта Наое вбив володаря замку Канеміцу Мунетаку і почав перебудову замку, яку завершив його син Хідейе у 1597 році. Через три роки Хідейе став на бік нещасливого клану Тойотомі у битві при Секігахарі, потрапив у полон до клану Токугава  і був засланий до острівної в'язниці Хатідзьо. Замок і навколишні вотчини дісталися Кобаякаві Хідеакі як військові трофеї. Кобаякава помер всього через два роки, не залишивши спадкоємця, а замок (і вотчина) перейшли до клану Ікеда, який згодом додав Кораку-ен як приватний сад
У 1869 році замок перейшов у власність військового міністерства уряду Мейдзі, яке вважало замки самурайської епохи архаїчними та непотрібними. Як і багато інших замків по всій Японії, зовнішні рови були засипані, більшість замкових будівель розібрані, а старі замкові мури поступово зникли під землею міста. 29 червня 1945 року бомбардувальники союзників спалили головну фортецю та прилеглу браму дотла, залишивши лише дві вежі та частину кам'яних стін. Роботи з відбудови фортеці та брами розпочалися у 1964 році та були завершені у 1966 році. У 1996 році горгульї на даху були позолочені в рамках святкування 400-річчя замку.
Реконструйована головна фортеця - це бетонна будівля з кондиціонером, ліфтами й численними експозиціями, що документують історію замку (з акцентом на епоху Ікеда). Англійською мовою доступно мало інформації. Доступ до внутрішнього святилища безкоштовний

## Галерея

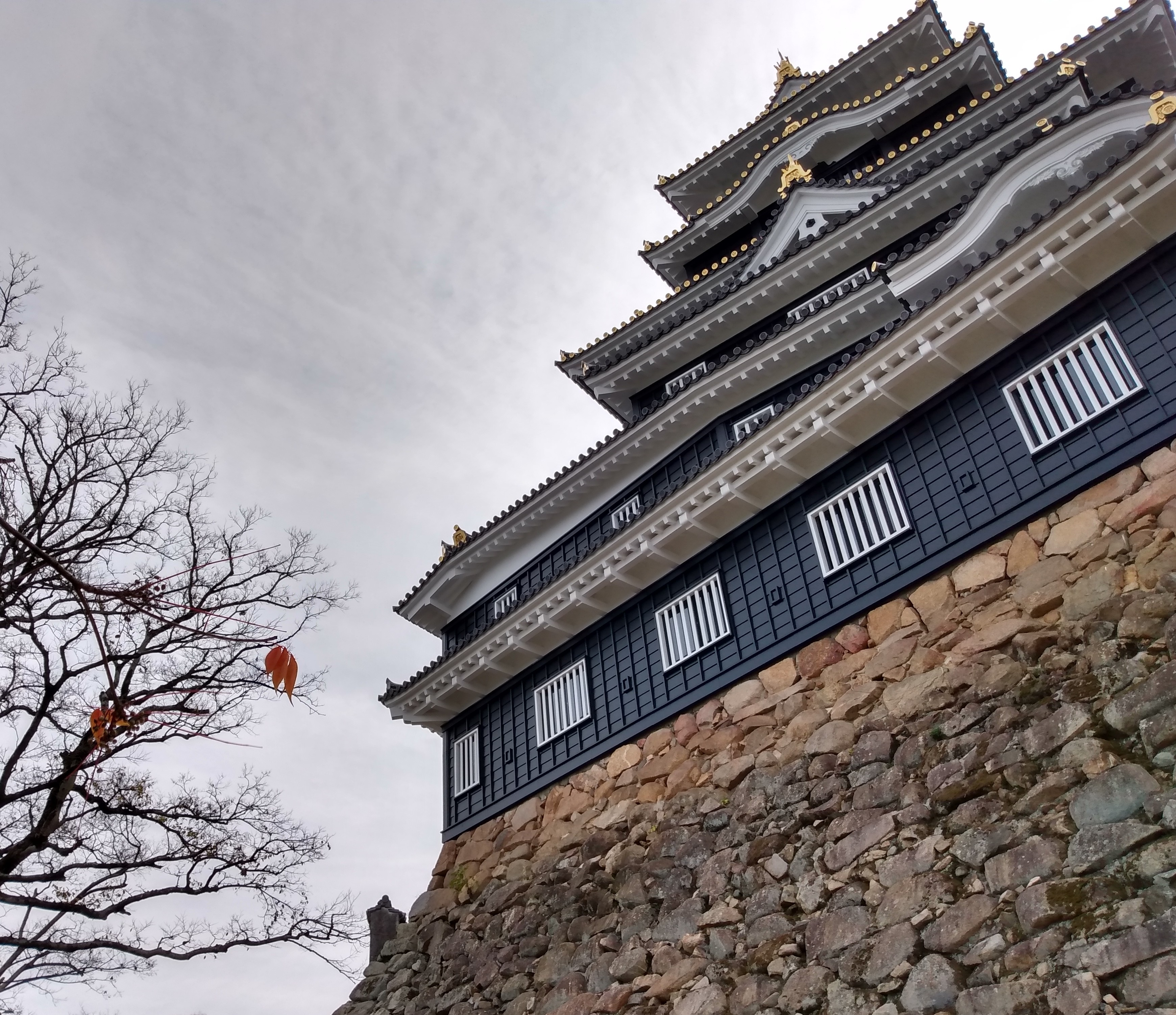
Замок Окаяма з гілками сакури
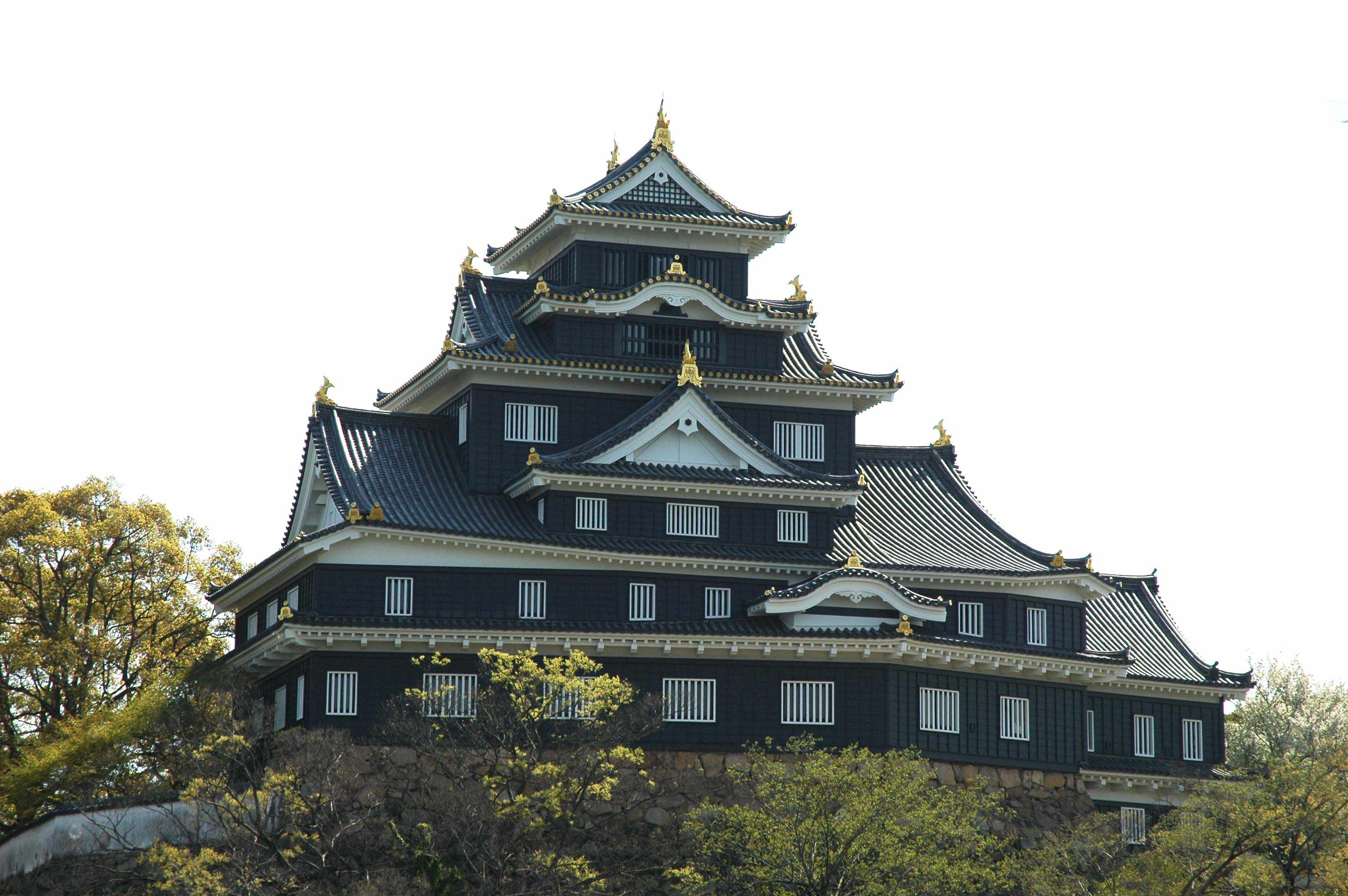
Головний фасад замку Окаяма
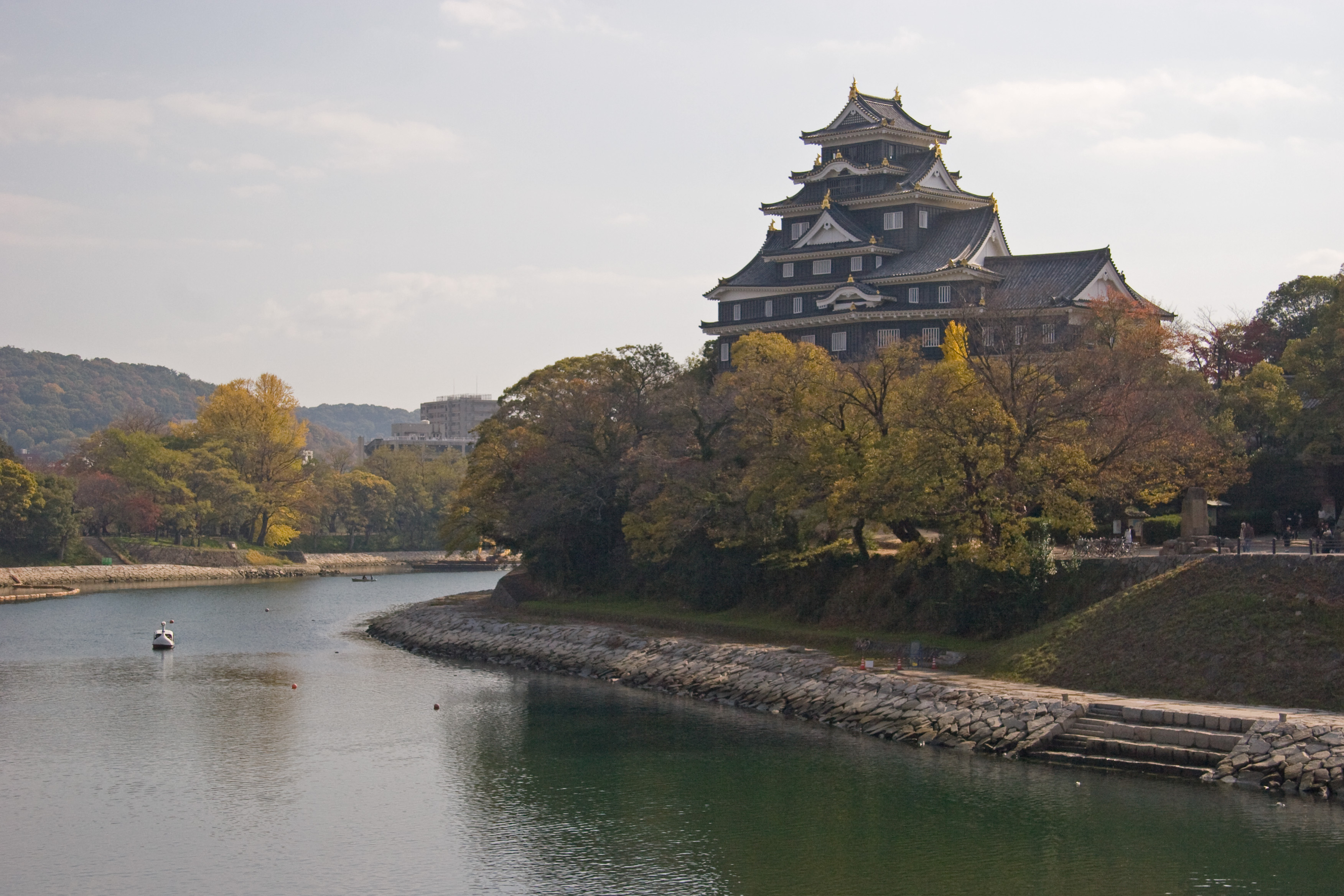
Замок Окаяма
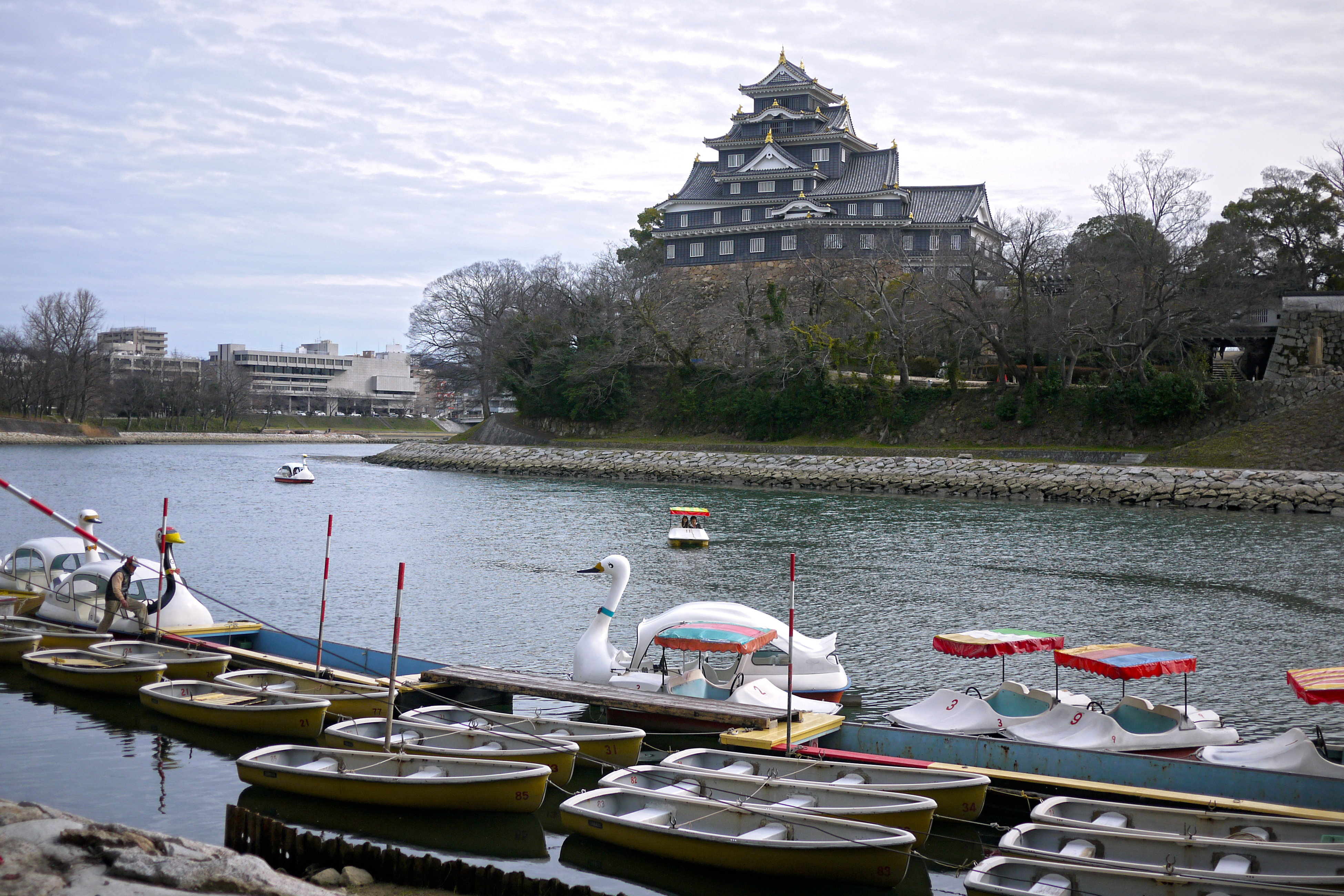
Замок Окаяма і річка Асахі
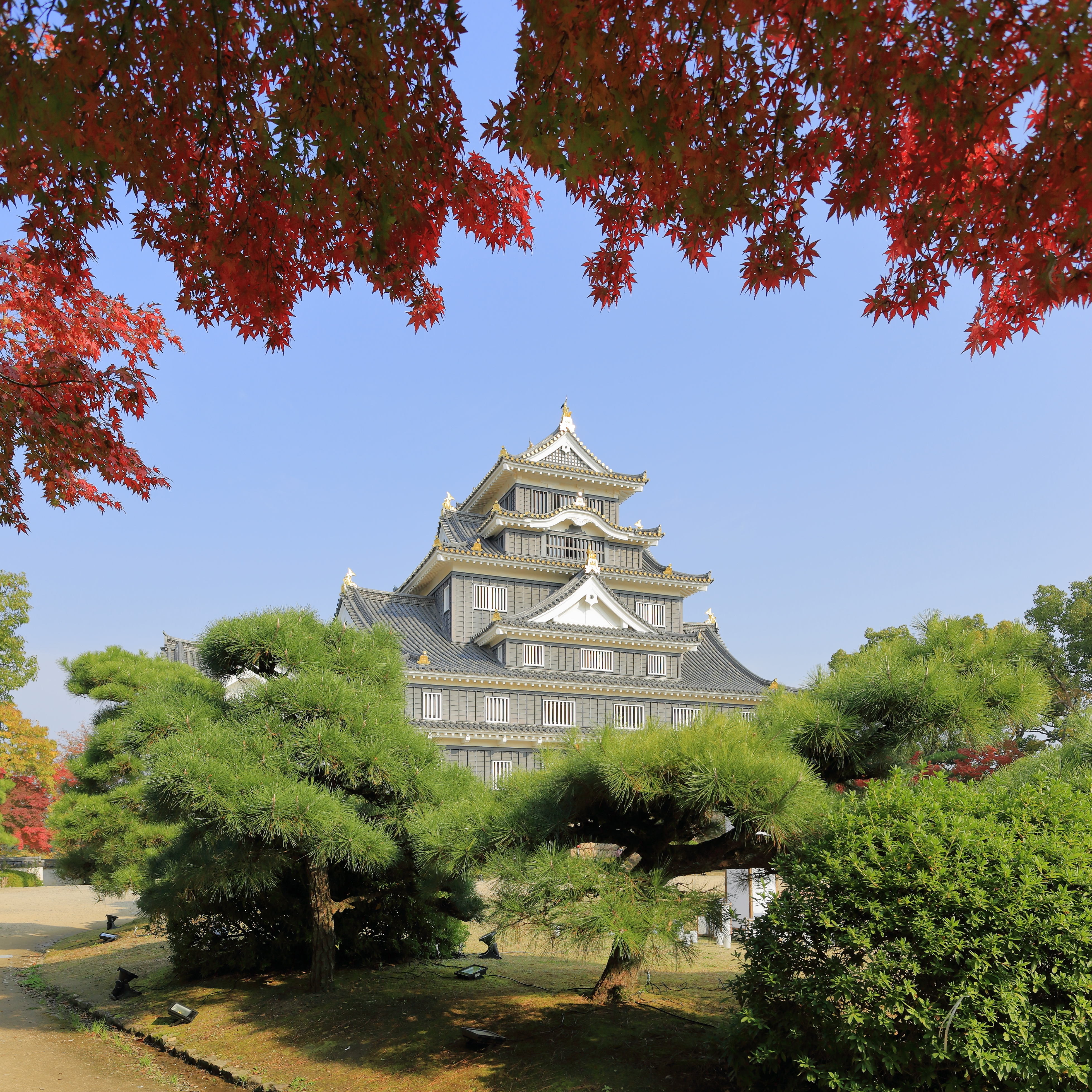
Замок Окаяма (листопад 2016)
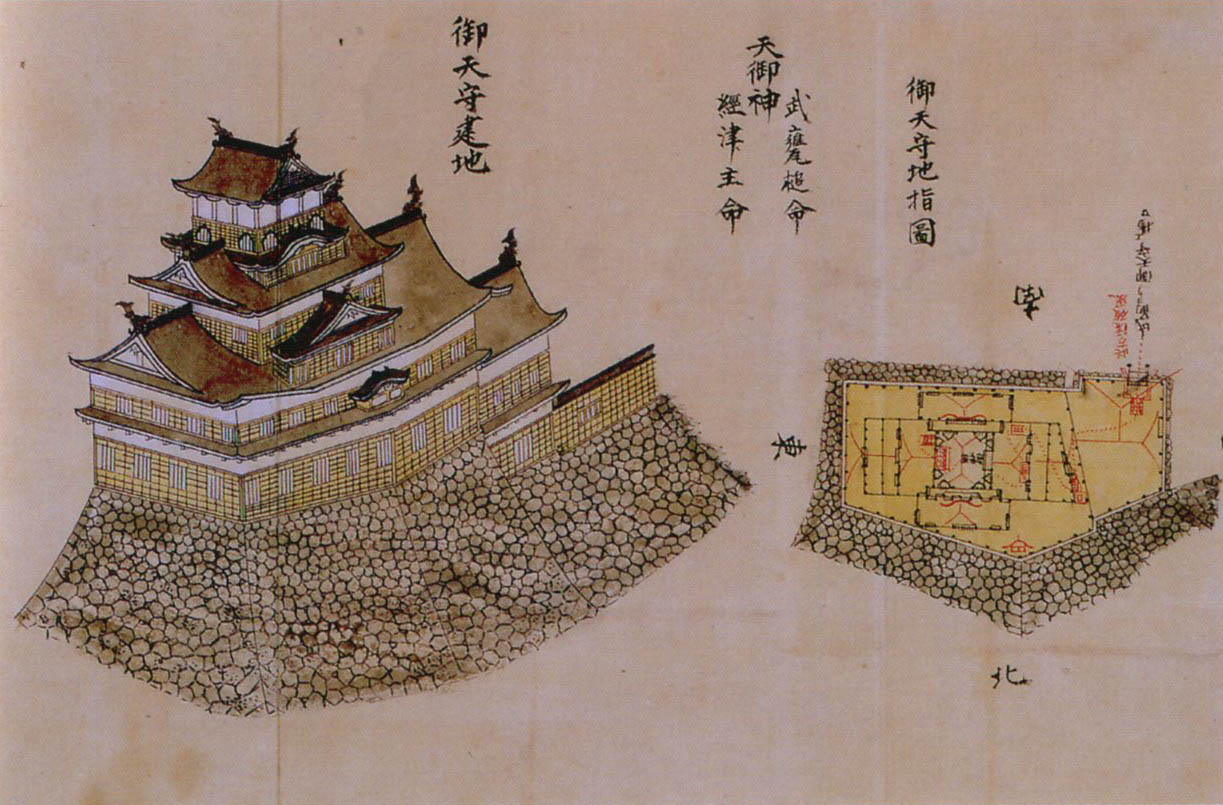
Замок Окаяма на історичній картині
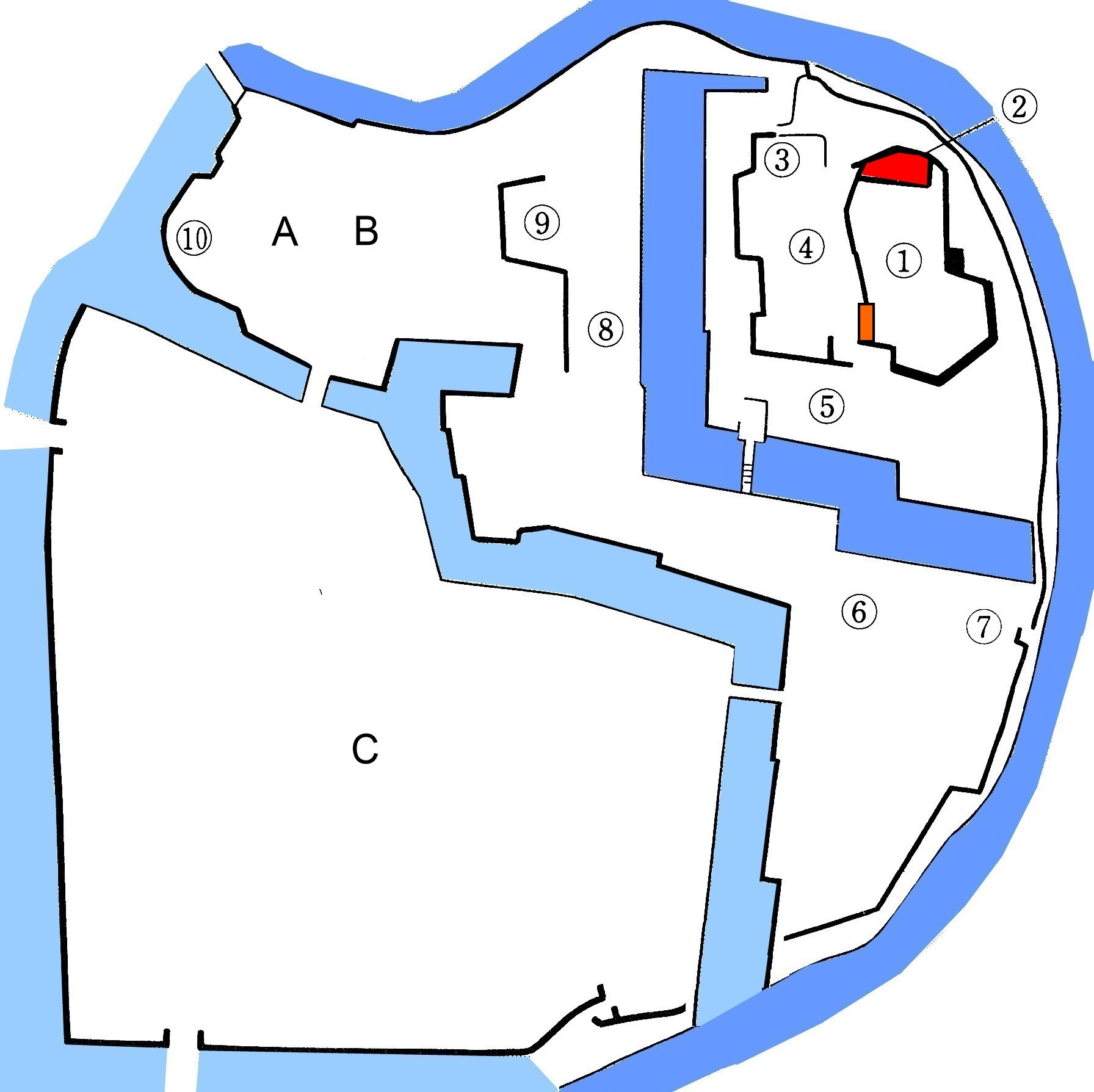
План замку Окаяма